# Родионово (Усть-Кубинский район)
Родионово — деревня в Усть-Кубинском районе Вологодской области.
Входит в состав Никольского сельского поселения, с точки зрения административно-территориального деления — в Никольский сельсовет. По переписи 2002 года население — 16 человек.

## География
Расстояние по автодороге до районного центра Устья — 34 км, до центра муниципального образования Никольского — 1 км. Ближайшие населённые пункты — Никольское, Шабарово, Юково.

## Население
| 2010 |
| ---- |
| 6    |

## Известные уроженцы, жители
Трошичев, Василий Михайлович (1918, дер. Родионово, Вологодская губерния — 1992) — советский художник.